# Município de Center (condado de Monroe, Ohio)
Localização do Ohio nos E.U.A.
O município de Center (em inglês: Center Township) é um local localizado no condado de Monroe no estado estadounidense de Ohio. No ano 2010 tinha uma população de 3647 habitantes e uma densidade populacional de 34,01 pessoas por km².

## Geografia
O município de Center encontra-se localizado nas coordenadas 39° 45′ 07″ N, 81° 06′ 25″ O. Segundo a Departamento do Censo dos Estados Unidos, o município tem uma superfície total de 107.24 km², da qual 107,2 km² correspondem a terra firme e (0,04 %) 0,04 km² é água.

## Demografia
Segundo o censo de 2010, tinha 3647 pessoas residindo no município de Center. A densidade de população era de 34,01 hab./km².